# Manoir Saint-André
Le manoir Saint-André est un édifice situé à Theix-Noyalo en France.

## Localisation
Le manoir est situé sur le territoire de la commune déléguée de Theix, au lieu-dit Tredudais, dans le département du Morbihan en région Bretagne.

## Description
Le manoir actuel date du XXe siècle, édifice à un étage carré, comble à surcroît, élévation à travées, construit en moellons de granite. Toiture à longs pans recouverte d'ardoises, pignon couvert, croupe. Escalier de distribution extérieur : escalier droit en maçonnerie. 

## Historique
Manoir appartenant en 1447 à Hervé Maydo, trésorier et receveur général de Bretagne. Portail d'entrée du XVIe siècle, remanié en 1658 avec blason Le Sénéchal et Peschard (le manoir appartient vers 1550 aux Le Sénéchal par mariage de Robert avec Jeanne Maydo). Les communs est sont du XVIe siècle (vestiges : cheminée, fenêtre mur est). Très remaniés au début du XVIIIe siècle (corniche, élévation ouest). Le colombier, le puits et le four à pain datent du XVIIe siècle. À la Révolution, le manoir possédé par Guillaume de Rosnyvinen était affermé à un régisseur. Logis signalé en très mauvais état en 1795, en ruine sur le plan cadastral de 1810, détruit avant 1844. Le nouveau logis est construit en 1906 (date portée) avec blason en réemploi Le Sénéchal. La chapelle Saint-André existante sur le plan cadastral de 1844, est détruite. Le poulailler du XIXe siècle, est détruit entre 1970 et 1988.
Il est inscrit à l'inventaire général du patrimoine culturel.